# Guillermo Galiardo Armijo
Guillermo Galiardo Armijo   (Granada, 1876 - Màlaga, 16 d'agost de 1950) fou un futbolista català, nascut a Andalusia, de la dècada de 1900.
Fou un dels pioners del RCD Espanyol. Jugava de centrecampista, destacant per la seva duresa. Jugà al club entre 1900 i 1911, excepte en el període de suspensió d'activitats, en el que va jugar alguns partits a les files del FC X.
El seu germà, Arturo Galiardo, també va jugar al club.

## Palmarès
Espanyol
- Campionat de Catalunya de futbol:
  - 1902-03, 1903-04

X SC
- Campionat de Catalunya de futbol:
  - 1905-06, 1906-07, 1907-08